# Nike-X

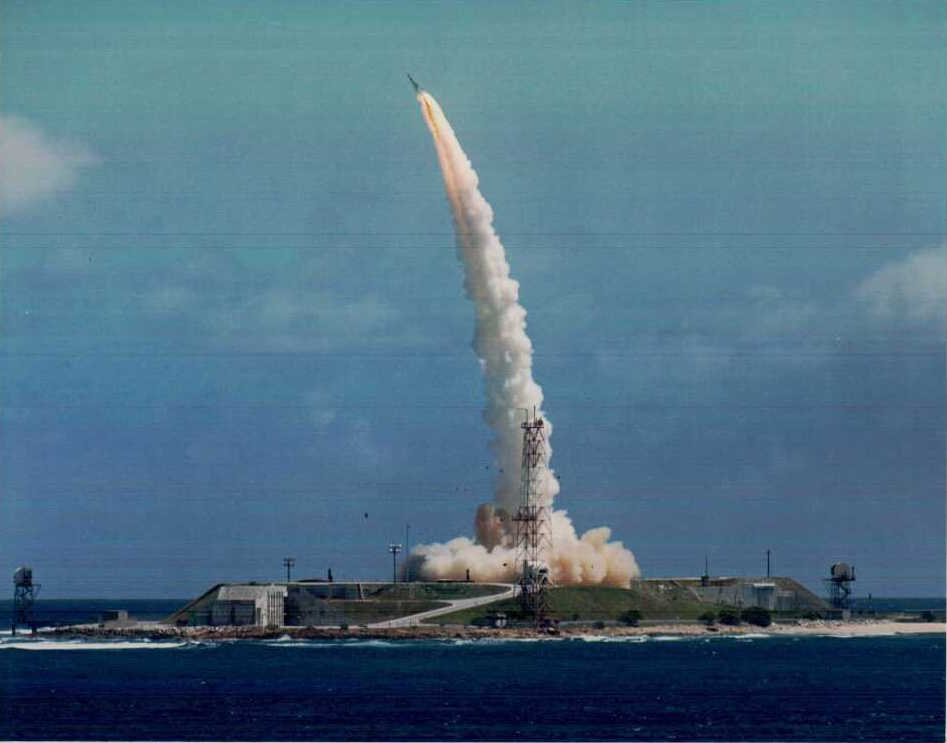
Tên lửa Sprint là vũ khí chủ yếu của hệ thống phòng thủ Nike-X. Nó có thể đánh chặn đầu đạn ICBM chỉ vài giây trước khi chúng được kích nổ.

Nike-X là một tên lửa chống tên lửa đạn đạo (ABM). Hệ thống này được thiết kế vào những năm 1960 bởi Lục quân Mỹ để bảo vệ các thành phố lớn tại Hoa Kỳ trước các cuộc tấn công bằng ICBM của Liên Xô. Hệ thống phòng thủ tên lửa này không bao giờ được đưa vào trang bị. Chương trình bị hủy bỏ vào năm 1967 và được thay thế bởi hệ thống phòng thủ Sentinel.
Hệ thống phòng thủ Nike-X được phát triển để thay thế hệ thống phòng thủ tên lửa Nike Zeus vốn có nhiều hạn chế. Radar của hệ thống Nike Zeus chỉ có thể theo dõi được một mục tiêu, và đã có những tính toán chỉ ra rằng, chỉ cần một loạt gồm bốn tên lửa ICBM cũng có khả năng đánh trúng căn cứ tên lửa Nike Zeus với tỉ lệ 90%. Bên tấn công cũng có thể sử dụng các bộ phản hồi tín hiệu radar hoặc các vụ nổ hạt nhân ở độ cao lớn làm tên lửa không thể đánh chặn cho đến khi quá muộn. Hệ thống phòng thủ tên lửa Nike Zeus có thể là một hệ thống phòng thủ hiệu quả vào những năm 1950, khi Liên Xô mới chỉ có vài tá tên lửa ICBM, nhưng đến cuối những năm 1960, người ta đánh giá rằng Liên Xô đã có hàng trăm ICBM, điều này khiến cho hệ thống Nike Zeus không thể đảm bảo việc phòng thủ hiệu quả.
Nike-X được thiết kế để đánh chặn đầu đạn ICBM ở độ cao dưới 60 kilômét (37 mi) bằng tên lửa đánh chặn vận tốc cao Sprint. Toàn bộ quá trình đánh chặn chỉ diễn ra trong vòng vài giây và ở độ cao 25.000 foot (7.600 m). Để đạt được tốc độ và độ chính xác yêu cầu, cũng như khả năng chống lại các cuộc tấn công từ nhiều đầu đạn cùng lúc, Nike-X sử dụng hệ thống radar và máy tính mới có khả năng theo dõi hàng trăm mục tiêu cùng lúc và điều khiển nhiều tên lửa đánh chặn Sprint trong một loạt phóng.
Tuy vậy, việc xây dựng và triển khai một hệ thống phòng thủ Nike-X hoàn chỉnh sẽ vô cùng tốn kém. Bộ trưởng quốc phòng Mỹ Robert McNamara lo ngại việc triển khai hệ thống này sẽ gây ra một cuộc chạy đua vũ trang. Ông chỉ đạo các nhóm thiết kế xem xét lại các hệ thống phòng thủ tên lửa. Trong số đó, khái niệm hệ thống phòng thủ I-67 đề xuất xây dựng một hệ thống phòng thủ tên lửa hạng nhẹ chống lại một cuộc tấn công hạn chế, ví dụ như từ Trung Quốc. Đây chính là tiền thân của chương trình phòng thủ tên lửa Sentinel, còn hệ thống Nike-X bị hủy bỏ ngay từ khi mới phát triển.

## Lịch sử

### Nike Zeus

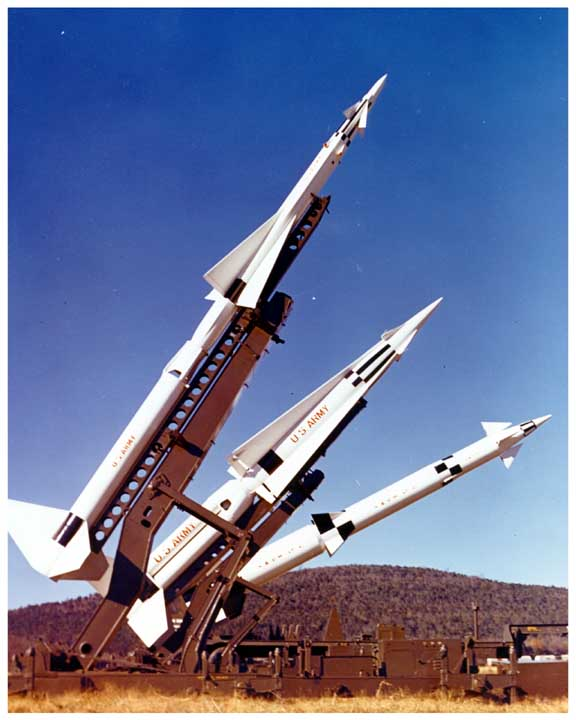
Dòng tên lửa Nike: Ajax (phía trước), Hercules (giữa), và Zeus (sau).

Năm 1955, Lục quân Mỹ muốn nâng cấp tên lửa phòng không Nike B để trở thành một tên lửa đánh chặn ICBM. Phòng thiết kế Bell được giao nhiệm vụ nâng cấp tên lửa Nike B, vốn cũng do họ thiết kế, Bell đã đưa ra báo cáo rằng việc sử dụng tên lửa Nike Hercules để làm tên lửa đánh chặn ICBM là điều khả thi, mà không cần thay đổi quá nhiều thiết kế tên lửa, chỉ cần nâng cấp hệ thống radar mới, mạnh hơn để có khả năng phát hiện các đầu đạn ICBM từ xa, để tên lửa Nike có đủ thời gian để phản ứng. Đầu năm 1957 Bell được giao nhiệm vụ phát triển tên lửa mà sau này được gọi là Nike II. Năm 1957, Liên Xô phóng thành công tên lửa đạn đạo R-7 Semyorka, đã làm đẩy nhanh chương trình phát triển hệ thống phòng thủ của Mỹ, tên lửa đánh chặn Nike II được nâng cấp, và được đặt tên mới là Zeus.
Nike Zeus tương tự như hai phiên bản tên lửa phòng không Nike Ajax và Nike Hercules trước đó. Nó sử dụng một radar tìm kiếm tầm xa để chọn mục tiêu, các radar riêng biệt để theo dõi mục tiêu và điều khiển tên lửa đánh chặn, và một máy tính để tính toán các điểm đánh chặn. Tên lửa Nike Zeus có kích thước lớn hơn nhiều so với 2 phiên bản Nike trước đó, và có tầm bắn lên đến 200 dặm (320 km), so với tầm bắn tối đa của tên lửa Hercules là 75 dặm (121 km). Để đảm bảo tiêu diệt mục tiêu ở độ cao 100.000 foot (30 km), ở độ cao này, mật độ không khí rất nhỏ, khó truyền sóng xung kích, nó được trang bị một đầu đạn 400 kiloton (kT). Radar tìm kiếm là một tam giác quay rộng 120 foot (37 m), có khả năng chọn ra đầu đạn mục tiêu từ cự ly hơn 600 hải lý (1.100 km). Hệ thống phòng thủ trang bị máy tính bán dẫn mới có khả năng tính toán quỹ đạo đánh chặn đầu đạn đang di chuyển với tốc độ 5 dặm (8,0 km) trên giây.
Tên lửa Zeus được thử nghiệm vào năm 1959 tại bãi thử nghiệm tên lửa White Sands và các vụ thử đã diễn ra thành công. Các vụ thử ở tầm đánh chặn xa hơn diễn ra tại căn cứ không quân Hải quân mũi Mugu (Naval Air Station Point Mugu), bắn về phía Thái Bình Dương. Để thử nghiệm ở tầm bắn xa nhất thiết kế, lục quân Mỹ đã xây dựng một bãi phóng tên lửa Zeus tại đảo Kwajalein, tại đây nó có thể được thử nghiệm đánh chặn các tên lửa ICBM bắn đi từ căn cứ không quân Vandenberg tại California. Các buổi thử nghiệm tại Kwajalein bắt đầu diễn ra từ tháng 6/1962; đạt kết quả rất thành công, và trong một vài thử nghiệm khác Zeus còn được dùng để tiêu diệt vệ tinh tầm thấp.

### Những vấn đề của hệ thống Zeus

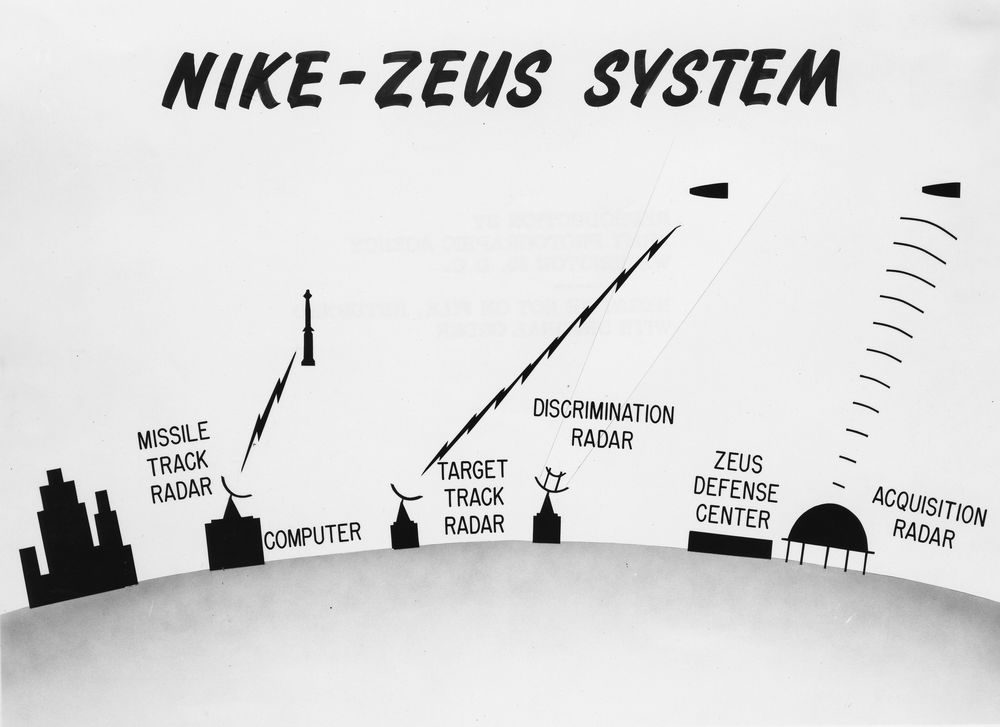
Sơ đồ hệ thống phòng thử Nike Zeus

Zeus ra đời trong bối cảnh tên lửa ICBM còn là một loại tên lửa mới, rất đắt đỏ, và Hoa Kỳ tin rằng Liên Xô chỉ có vài chục tên lửa ICBM trong trang bị. Vào thời điểm đó, nhiệm vụ răn đe hạt nhân của Mỹ hoàn toàn dựa vào phi đội máy bay ném bom chiến lược, thậm chí một số lượng nhỏ tên lửa nhằm vào căn cứ Bộ chỉ huy Không quân chiến lược cũng đã đủ trở thành một mối đe dọa nghiêm trọng. Hai phương án triển khai hệ thống Zeus đã được đưa ra. Một là triển khai hệ thống phòng thủ tên lửa trên toàn bộ lục địa Bắc Mỹ, nhưng cần tới 7000 tên lửa Zeus. McNamara ủng hộ triển khai một hệ thống phòng thủ hạng nhẹ hơn, trong đó chỉ sử dụng 1200 tên lửa.
Vào những năm 1950s, sự tiến bộ của công nghệ đã thu nhỏ kích thước của đầu đạn ICBM, dẫn đến giảm giá thành tên lửa ICBM. Sau vụ phóng vệ tinh Sputnik, Pravda dẫn lời Nikita Khrushchev khẳng định Liên Xô có thể sản xuất ICBM như sản xuất xúc xích. Điều này tạo ra mối lo ngại rằng Liên Xô sẽ bỏ xa Mỹ về tên lửa ICBM. Sau này người ta mới hiểu rằng Liên Xô chỉ đạt đến số lượng đơn vị hơn 100 tên lửa ICBM vào cuối những năm 1960, vào thời điểm đó Liên Xô chỉ có bốn tên lửa ICBM trong trang bị.
Zeus sử dụng các radar điều khiển bằng cơ khí, giống như các tên lửa Nike trước đó, làm hạn chế khả năng đánh chặn nhiều mục tiêu cùng lúc. Trong khi đó, một nghiên cứu của Nhóm Đánh giá Hệ thống Vũ khí-Weapons Systems Evaluation Group (WSEG) đã tính toán rằng Liên Xô có 90% cơ hội tấn công thành công một căn cứ tên lửa Zeus chỉ bằng bốn đầu đạn duy nhất. Thậm chí các đầu đạn này không cần phải tấn công chính xác, do vụ nổ đầu đạn hạt nhân sẽ phá hủy các radar của trung tâm phòng thủ Zeus từ cự ly vài dặm. Nếu như Liên Xô có hàng trăm tên lửa ICBM, họ dễ dàng dùng một vài tên lửa trong số đó để tấn công căn cứ tên lửa Zeus.
Ngoài ra, vẫn có rất nhiều thách thức về mặt kỹ thuật trong việc đánh chặn tên lửa ICBM. Một loạt các thử nghiệm hạt nhân ở độ cao lớn diễn ra vào năm 1958 đã chỉ ra rằng khi kích nổ hạt nhân ở độ cao lớn, thì radar không thể phát hiện các vật thể phía sau quả cầu lửa này. Đến khi đầu đạn ICBM lộ ra dưới quả cầu lửa này, ở độ cao khoảng 60 kilômét (37 mi), thì sẽ chỉ mất tám giây cho đến lúc đầu đạn chạm đến mặt đất. Đây là khoảng thời gian quá ngắn để radar có thể khóa mục tiêu và phóng tên lửa Nike Zeus đánh chặn.
Hơn nữa, radar cũng bị làm nhiễu bởi mồi nhử radar. Các mồi bẫy này được làm từ các vật liệu có khối lượng nhẹ, thường là sợi hôm hoặc khinh khí cầu mylar, được chứa trong khoang đầu đạn hồi quyển. Khi đầu đạn còn đang bay trong không gian, chúng được giải phóng và tạo ra một đám mây mảnh vụn trải dài có đường kính vài km và kéo dài hàng chục km. Tên lửa Nike Zeus phải bay sâu khoảng 1.000 foot (300 m) vào trong đám mây để có thể tiêu diệt được đầu đạn, vốn ẩn đâu đó trong đám mây. Nhóm WSEG tính toán rằng chỉ cần một tên lửa ICBM cùng với các mồi nhử mà nó mang theo có thể dễ dàng vượt qua được hệ thống phòng thủ Zeus. Một báo cáo vào giữa năm 1961 của ARPA cho rằng để đánh chặn một tên lửa ICBM có đầu đạn MIRV sẽ cần bốn tổ hợp phòng thủ tên lửa Nike Zeus, với 100 tên lửa mỗi tổ hợp.

### Nike-X
Cục nghiên cứu các dự án tiên tiến-Advanced Research Projects Agency (ARPA, nay là DARPA) được thành lập năm 1958 bởi Bộ trưởng quốc phòng Neil McElroy dưới thời tổng thống Dwight Eisenhower. Vào thời điểm này, các nghiên cứu phát triển tên lửa của các quân chủng trong quân đội Mỹ bị trùng lặp nhau gây ra những tụt hậu so với chương trình tên lửa của Liên Xô. ARPA ban đầu có vai trò giám sát tất cả các phát triển tên lửa của quân đội Mỹ. Khi hệ thống phòng thủ Zeus gặp những vấn đề không thể khắc phục, McElroy yêu cầu ARPA đưa ra giải pháp khắc phục vấn đề.
Trong khi đó, một nâng cấp cho hệ thống Zeus đã được nghiên cứu: thay thế radar cũ bằng radar mảng pha mới, sẽ giúp tăng đáng kể số lượng các mục tiêu được theo dõi và tấn công cùng lúc. Để đạt được điều này, hệ thống được trang bị những máy tính mới mạnh hơn rất nhiều. Ngoài ra, các anten được đặt trong mái vòm bê tông giúp tăng cường khả năng bảo vệ trước các sóng xung kích từ vụ nổ hạt nhân. Các nghiên cứu ban đầu tại Bell Labs bắt đầu từ năm 1960 về cái mà sau đó được gọi là Radar mảng đa chức năng Zeus (Zeus Multi-function Array Radar (ZMAR)). Vào tháng 6 năm 1961, Western Electric và Sylvania được giao chế tạo một mẫu thử nghiệm, Sperry Rand Univac đảm nhận phần máy tính điều khiển.
Tháng 1 năm 1963 McNamara thông báo rằng kinh phí được phân bổ cho hệ thống Zeus sẽ không được giải ngân, và thay vào đó, kinh phí sẽ được sử dụng để phát triển một hệ thống mới sử dụng công nghệ mới nhất. Chương trình phát triển Zeus kết thúc, radar ZMAR được đổi tên thành MAR, và cả nghiên cứu chế tạo radar mạnh hơn, MAR-II, đã trở thành nghiên cứu trọng tâm của hệ thống phòng thủ ICBM Nike-X.

### Cấu hình của hệ thống phòng thủ Nike X

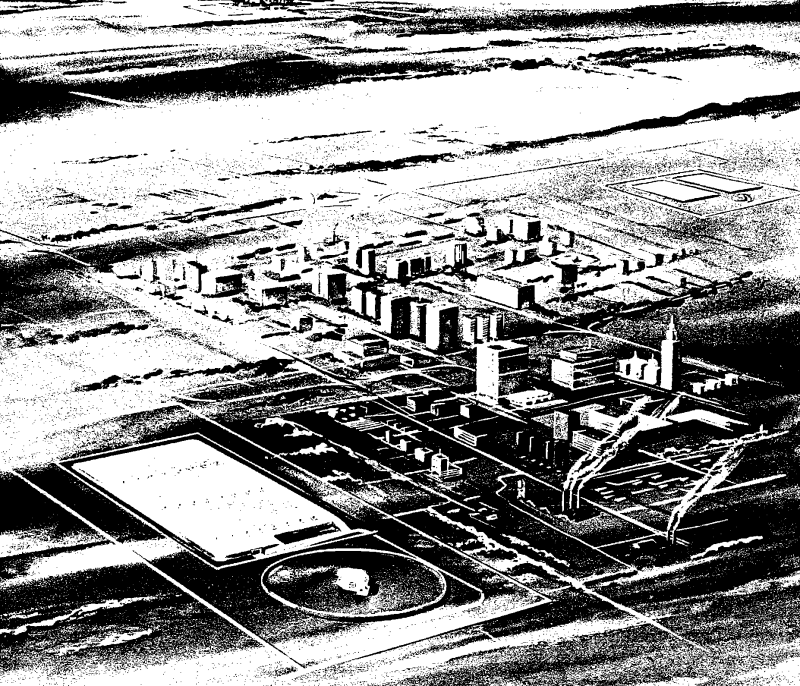
Không ảnh thể hiện cách triển khai một hệ thống phòng thủ tên lửa Nike-X. Ở tiền cảnh là khu vực bệ phóng tên lửa với các tên lửa Sprint và hai radar MAR ở hai bên. Ở hậu cảnh, bên trên góc phải là căn cứ thứ 2 với các tên lửa và radar MSR.

Các mồi nhử ICBM có khối lượng nhẹ hơn khối lượng đầu đạn ICBM thật, do đó, khi đi vào vùng khí quyển dày đặc hơn, đầu đạn sẽ rơi nhanh hơn mồi nhử. Do đó người ta có thể phân biệt mồi nhử và đầu đạn thật bằng cách quan sát sự rơi và tốc độ của đầu đạn. Quá trình này, thường gọi là decluttering, chỉ diễn ra khi đám mây mảnh vụn bắt đầu đi vào bầu khí quyển ở độ cao khoảng 60 kilômét (37 mi). Hệ thống phòng thủ Nike-X sẽ tiến hành đánh chặn sau khi quá trình decluttering hoàn tất, đồng nghĩa với việc hệ thống đánh chặn sẽ chỉ có vài giây trước khi đầu đạn ICBM đánh trúng mục tiêu, cách căn cứ phòng thủ từ 5 đến 30 dặm (8,0 đến 48,3 km).
Việc đánh chặn ở độ cao thấp cũng sẽ giải quyết vấn đề tên lửa đánh chặn bị mù mục tiêu (blackout) khi kích nổ đầu đạn hạt nhân ở độ cao lớn. Bởi mép dưới của quả cầu lửa trong vụ nổ hạt nhân mà gây ra hiện tượng này sẽ mở rộng xuống đến độ cao 60 km, cũng chính là độ cao mà việc phân tách mồi bẫy/đầu đạn-decluttering rõ ràng nhất, bên dưới độ cao này, đầu đạn ICBM không còn bị che khuất bởi quầng lửa hạt nhân, đảm bảo tên lửa đánh chặn Sprint có thể đánh chặn mục tiêu chính xác. Radar được thiết kế và bảo vệ để đảm bảo vẫn hoạt động sau khi đầu đạn hạt nhân phát nổ gây ra hiệu ứng EMP. Quỹ đạo rơi của đám mây mảnh vụn/đầu đạn cũng phải được tính toán trước khi/trong khi hiệu ứng blackout diễn ra, và radar phải bắt bám đầu đạn ICBM trong vòng 10 giây cuối cùng trước khi nó chạm mục tiêu. Để làm được điều này thì máy tính phải có hiệu suất rất cao, điều mà khoa học kỹ thuật chưa thể đáp ứng.
Trung tâm của hệ thống phòng thủ Nike-X là radar MAR, là một radar mảng pha quét điện tử chủ động-active electronically scanned array (AESA) cho phép quét nhiều chùm tia radar ảo, tương đương với hiệu suất của nhiều radar quét cơ khí cùng lúc. Trong lúc một chùm tia radar quét toàn bộ bầu trời để phát hiện mục tiêu mới, các tia radar khác sẽ kiểm tra đám mây mảnh vụn/đầu đạn và cung cấp thông tin về mục tiêu trong giai đoạn đầu đánh chặn. Radar có khả năng sử dụng nhiều chùm tia radar để theo dõi đầu đạn ICBM sau khi nó đã lộ ra khỏi đám mây mồi bẫy, đồng thời theo dõi tên lửa đánh chặn Sprint. Để thực hiện được điều này, MAR yêu cầu khả năng xử lý dữ liệu ở mức độ chưa từng có, vì vậy Bell đề xuất xây dựng hệ thống sử dụng mạch tích hợp logic điện trở-bóng bán dẫn mới được phát minh ở quy mô nhỏ. Các hệ thống điều khiển chiến đấu của Nike-X bao gồm MAR và Trung tâm hệ thống xử lý dữ liệu phòng thủ-Defense Center Data Processing System (DCDPS).
Bởi vì Sprint được thiết kế để đánh chặn ở tầm ngắn, mỗi căn cứ phòng thủ tên lửa đơn lẻ sẽ không có đủ khả năng bảo vệ các thành phố lớn của Mỹ. Điều này dẫn đến việc các bệ phóng tên lửa Sprint phải được phân bố xung quanh khu vực phòng thủ. Do đó, các tên lửa Sprint sẽ không được quan sát và điều khiển bởi trạm radar MAR trong suốt quá trình tên lửa đánh chặn bắt đầu được phóng lên. Để giải quyết vấn đề này, phòng thí nghiệm Bell đề xuất xây dựng các radar đơn giản hơn đặt tại mỗi điểm phóng tên lửa (gọi là MSR). Mỗi trạm radar này chỉ có đủ năng lượng và hiệu suất để theo dõi và dẫn đường cho các tên lửa Sprint của riêng mình, và gửi thông tin về tên lửa đến Trung tâm xử lý dữ liệu DCDPS bằng đường dây điện thoại truyền thống và modems. Bell cũng tuyên bố rằng các trạm radar MSR cũng có vai trò theo dõi các đám mây mảnh vụn bổ trợ cho radar chính, giúp giảm thời gian phân tích phân biệt mồi nhử/đầu đạn.
Khi hệ thống này lần đầu tiên được đề xuất, không rõ liệu radar mảng pha AESA có cung cấp đủ thông tin để dẫn đường cho tên lửa đánh chặn ở tầm rất xa hay không. Do đó, cấu hình Nike-X ban đầu vẫn giữ lại Radar theo dõi tên lửa và Radar theo dõi mục tiêu (MTR và TTR) từ hệ thống Nike Zeus cho nhiệm vụ này. Cuối cùng, radar MAR đã được thử nghiệm và cho thấy nó có khả năng dẫn đường tầm xa cho tên lửa, và các radar MTR và TTR đã bị loại bỏ.

### Các vấn đề

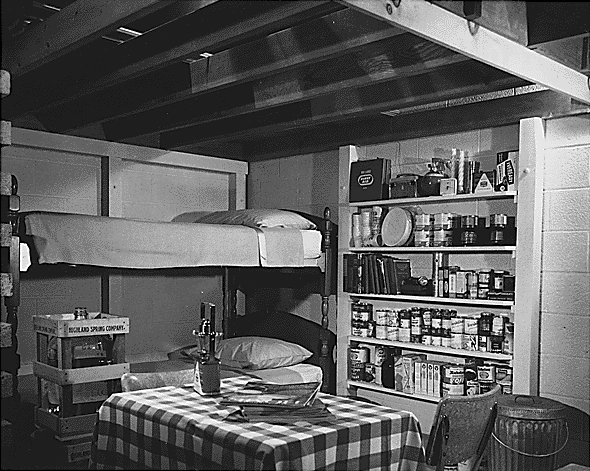
Các tính toán chỉ ra rằng, chỉ cần xây dựng các hầm trú ẩn phóng xạ đơn giản như căn hầm này cũng sẽ đảm bảo bảo vệ được nhiều người hơn là một hệ thống phòng thủ tên lửa Nike-X, đồng thời nó cũng ít tốn kém hơn nhiều.

Hệ thống Nike-X dự kiến được đưa vào trang bị vào đầu những năm 1960s để bảo vệ các thành phố và các trung tâm công nghiệp của Mỹ trước cuộc tấn công từ Liên Xô trong suốt những năm 1970s. Tính đến năm 1965 sự phát triển về số lượng các tên lửa ICBM có trong trang bị của cả Liên Xô và Hoa Kỳ đã làm cho chi phí xây dựng hệ thống phòng thủ tên lửa đạn đạo rất tốn kém. NIE 11-8-63, được công bố ngày 18 tháng 10 năm 1963, đã ước tính Liên Xô có khoảng 400–700 tên lửa ICBM được triển khai vào năm 1969, và có thể đạt tới 1.601 bệ phóng ICBM, được giới hạn bởi Hiệp ước SALT (Strategic Arms Limitation Talks).
Trong khi Nike-X được dự đoán có khả năng đối phó lại các đầu đạn ICBM với tỉ lệ 1:1, so với tỉ lệ ở hệ thống Zeus là 20:1, nhưng nó chỉ có khả năng bảo vệ một khu vực giới hạn. Sẽ cần tới hàng nghìn tên lửa Sprint để bảo vệ chỉ riêng các thành phố lớn nhất của Mỹ. Một hệ thống như vậy sẽ tiêu tốn khoảng 40 tỷ đô la để xây dựng (338 tỷ đô la vào năm 2021, khoảng một nửa ngân sách quân sự hàng năm).
Điều này dẫn đến các nghiên cứu sâu hơn về hệ thống để cố gắng xác định xem ABM có phải là cách thích hợp để bảo vệ người dân Mỹ hay không, hay liệu có giải pháp khác hiệu quả tương tự và tiết kiệm hơn về chi phí. Ví dụ, trong trường hợp của hệ thống Zeus, rõ ràng rằng việc xây dựng hầm trú ẩn bụi phóng xạ sẽ ít tốn kém hơn đồng thời bảo vệ được nhiều người dân hơn.
Một số học thuyết, ví dụ như học thuyết Prim-Read đưa ra rằng: tỉ lệ chi phí phát triển tên lửa ICBM/chi phí phát triển hệ thống phòng thủ ABM sẽ luôn nghiêng về phía chi phí tên lửa ICBM, có nghĩa là bên tấn công sẽ luôn ít tốn kém hơn bên phòng thủ.
Các nhà nghiên cứu cho rằng việc xây dựng hệ thống ABM, chỉ đơn giản sẽ làm cho Liên Xô tăng thêm nữa số lượng tên lửa ICBM của mình. Điều này dẫn đến một cuộc chạy đua vũ trang mà Mỹ là người bất lợi. Khi những con số thống kê này được trình bày với McNamara, ông đã nhận xét đây là một cuộc đối đầu mà Hoa Kỳ là người sẽ thua, và nên tránh cuộc đối đầu như vậy. 

Thêm vào đó, việc phải đối phó với hệ thống phòng thủ ABM của Mỹ sẽ khiến Liên Xô thay đổi cách thức tấn công, thay vì tấn công thành phố lớn, họ sẽ tấn công các thành phố nhỏ hơn, và tiến hành kích nổ đầu đạn ở ngoài tầm của tên lửa đánh chặn, tạo ra lớp bụi phóng xạ chết người. Lúc này, các hầm trú ẩn phóng xạ sẽ giúp bảo vệ nhiều người dân Mỹ hơn, với một chi phí nhỏ hơn đáng kể, và các hệ thống ABM sẽ trở thành thừa thãi. Trong một báo cáo của mình với Quốc hội Mỹ vào mùa xuân năm 1964, McNamara lưu ý rằng:
Người ta ước tính rằng một hệ thống hầm trú ẩn với chi phí 2 tỷ đô la sẽ cứu sống 48,5 triệu người. Chi phí để bảo vệ mỗi người dân sẽ là khoảng $ 40,00. Một hệ thống phòng thủ tên lửa đạn đạo đang hoạt động sẽ tiêu tốn khoảng 18 tỷ USD và ước tính sẽ cứu được khoảng 27,8 triệu sinh mạng. Chi phí cho mỗi sinh mạng được cứu trong trường hợp này sẽ là khoảng 700 đô la.... Cá nhân tôi sẽ không bao giờ đề xuất một chương trình phòng thủ ICBM trừ khi có một chương trình chống thất thoát đi kèm với nó. Tôi tin rằng ngay cả khi chúng ta không có chương trình phòng thủ ICBM, chúng ta vẫn nên tiếp tục xây dựng hầm trú ẩn bụi phóng xạ. 

#### Hardpoint và Hardsite

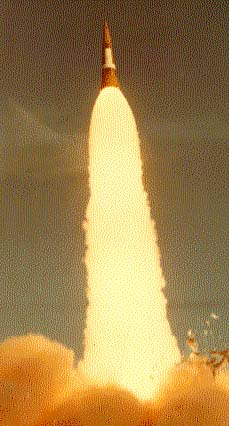
Có hiệu suất cao hơn, hệ thống phòng thủ chống ICBM Hardsite thay thế tên lửa Sprint bằng tên lửa HiBEX, có gia tốc lên đến 400 g.

Hệ thống Zeus ban đầu được phát triển như là một hệ thống phòng thủ cho Bộ tư lệnh không quân chiến lược Hoa Kỳ. Tuy nhiên Không quân Mỹ muốn xây dựng lực lượng tên lửa ICBM của mình hơn. Logic của Không quân Mỹ khi đó là trong một cuộc tấn công hạt nhân vào các căn cứ chiến lược, mỗi một tên lửa ICBM của Liên Xô có thể tiêu diệt một ICBM của Mỹ, với việc có thêm hệ thống phòng thủ chống tên lửa bảo vệ cho các căn cứ tên lửa đạn đạo, thì Mỹ có thể sẽ còn lại một số ICBM vẫn còn sống sót qua cuộc tấn công hạt nhân của Liên Xô, để thực hiện đòn phản công hạt nhân. Điều này cũng đúng nếu như Mỹ chế tạo được nhiều tên lửa ICBM hơn Liên Xô, nhất là khi hệ thống Zeus tỏ ra không hiệu quả.
Điều này đã thay đổi vào đầu những năm 1960, khi Bộ trưởng McNamara đặt ra giới hạn đối với Không quân Mỹ, khi lực lượng này chỉ được sở hữu tối đa 1.000 tên lửa LGM-30 Minuteman và 54 tên lửa LGM-25C Titan II. Điều này đồng nghĩa với việc Không quân Mỹ không có khả năng đáp trả lực lượng ICBM đông đảo và hiện đại hơn của Liên Xô. Một mối đe dọa còn lớn hơn là từ hạm đội tàu ngầm chiến lược trang bị tên lửa Polaris của Hải quân, vốn có tính sống còn cao hơn nhiều so với các căn cứ tên lửa ICBM cố định trên lục địa. Không quân Mỹ đã tăng độ chính xác của tên lửa Minuteman đủ để đánh trúng giếng phóng tên lửa của Liên Xô, điều mà các tên lửa Polaris kém chính xác hơn không thể làm được. Để có thể tiến hành cuộc phản công hạt nhân chính xác như vậy, thì việc phát triển một hệ thống ABM mới là cần thiết.
Vào năm 1963–64 ARPA bắt đầu phát triển một khái niệm mới có tên Hardpoint. Trong đó xây dựng Hardpoint Demonstration Array Radar, và một tên lửa đánh chặn thậm chí còn nhanh hơn, HiBEX. Cả Không quân Mỹ và Lục quân Mỹ đã cùng hợp tác phát triển khái niệm này. Phiên bản ban đầu của Hardsite, HSD-I, xét đến khả năng xây dựng các căn cứ phòng thủ khu vực ngoại ô các thành phố lớn, sử dụng hệ thống phòng thủ Nike-X. Ví dụ như hệ thống chỉ huy SAC và trung tâm điều khiển hoặc sân bay ngoại vi thành phố. HSD-II bảo vệ các căn cứ quân sự biệt lập, như các bãi phóng tên lửa. Phần lớn các nghiên cứu tiếp theo tập trung vào cấu hình HSD-II.
HSD-II đề xuất việc triển khai các tên lửa Sprint gần bãi phóng tên lửa Minuteman. Tên lửa Sprint sẽ chỉ tiến hành đánh chặn các đầu đạn ICBM bay vào khu vực quá gần căn cứ, đủ để gây những tổn hại cho giếng phóng tên lửa Minuteman, và bỏ qua các đầu đạn còn lại. Vào thời kỳ đó, hệ thống dẫn đường quán tính của tên lửa ICBM Liên Xô không có độ chính xác quá cao. Điều này khiến cho một vài tên lửa Sprint có thể đánh chặn được nhiều đầu đạn ICBM.

#### PAR

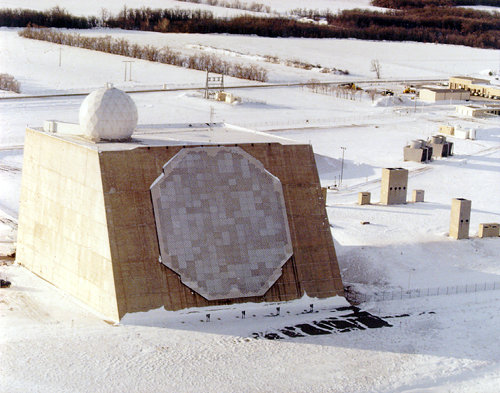
PARCS được thiết kế để có phạm vi bao phủ radar rộng, giảm giá thành của radar tại mỗi khu phòng thủ trong mạng lưới phòng thủ SCD.

Trong quá trình phát triển, vị trí và kích cỡ của căn cứ phòng thủ tên lửa Nike-X trở thành một vấn đề khi triển khai tại các thành phố nhỏ. Vốn được thiết kế để bảo vệ các thành phố lớn, Nike-X là một hệ thống phòng thủ cỡ lớn, với nhiều tên lửa được điều khiển bởi một mạng lưới radar và máy tính đắt tiền. Các thành phố nhỏ hơn sẽ không thể triển khai Nike-X do hệ thống này quá tốn kém. Những thành phố này do đó có thể trở thành mục tiêu chính trong cuộc tấn công hạt nhân. Điều này đã dẫn đến việc phát triển một cấu hình phòng thủ cỡ nhỏ gọi là Small City Defense (SCD). Tính đến năm 1964 SCD đã trở thành một phần trong kế hoạch triển khai hệ thống phòng thủ Nike-X, với việc triển khai phòng thủ tại các thành phố chính ở một mức độ nào đó.
SCD gồm một khẩu đội được tự động hóa với radar TACMAR (TACtical MAR) được phát triển dựa trên radar MAR nhưng có phạm vi quét ngắn hơn, cùng với một hệ thống xử lý dữ liệu đơn giản được gọi là Bộ xử lý dữ liệu cục bộ-Local Data Processor (LDP). Về cơ bản nó là một hệ thống phòng thủ tên lửa tinh giảm tính năng, có khả năng đối phó với ít mục tiêu hơn. Để giảm giá thành tổ hợp hơn nữa, Bell sau đó đã thay thế TACMAR bằng MSR nâng cấp. Bell đã nghiên cứu các cách triển khai hệ thống khả dĩ khác nhau, từ việc chỉ triển khai Nike-X tại các thành phố lớn, cho đến việc triển khai cả SCD tại các thành phố nhỏ hơn với nhiều cấu hình và kích thước khác nhau. Việc triển khai phòng thủ sẽ được tiến hành theo từng giai đoạn.
Một vấn đề nảy sinh là cần cung cấp cảnh báo sớm cho các điểm phòng thủ SCD. Radar MSR có phạm vi thậm chí còn ngắn hơn MAR, nó chỉ có khả năng phát hiện mục tiêu từ khoảng cách 100 dặm (160 km), nghĩa là nó chỉ có khả năng phát hiện mục tiêu chỉ vài giây trước khi tiến hành phóng tên lửa đánh chặn.
Do vậy cần phải có một radar mới chỉ dành riêng cho việc cảnh báo sớm, được sử dụng trong những phút đầu tiên của cuộc tấn công, và không đảm nhiệm vai trò đánh chặn, hệ thống này không phức tạp và được bảo vệ kỹ càng như MAR. Từ đây dẫn đến sự ra đời của radar thu nhận vòng ngoài-Perimeter Acquisition Radar (PAR), sử dụng những thiết bị điện tử rẻ tiền vận hành ở tần số VHF.

#### Đánh chặn bằng tia X, Zeus EX

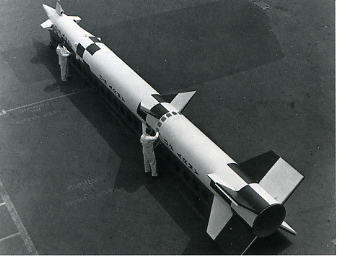
Zeus EX, về sau được gọi là Spartan, là phát triển cuối cùng từ tên lửa Nike Zeus.

Khi một vụ nổ hạt nhân diễn ra trong bầu khí quyển, nó sản sinh ra tia X và ion hóa không khí, làm cản trở sự lan rộng của tia X. Trong môi trường rìa không gian, không khí loãng hơn, và tia X được truyền đi xa hơn. Một vụ nổ tia X sẽ gây ra những tổn hại với tấm chắn nhiệt của đàu đạn hồi quyển.
Cuối năm 1964 Bell đã cân nhắc tới việc trang bị vũ khí tia X cho tên lửa Zeus sử dụng trong hệ thống phòng thủ Nike-X. Một báo cáo vào tháng 1 năm 1965 đã phác thảo về khả năng này, theo đó tên lửa đánh chặn sẽ phải có một đầu đạn lớn hơn nhiều dành riêng cho việc tạo ra tia X, và sẽ phải hoạt động ở độ cao lớn hơn để tối đa hóa tác dụng của tia X. Một ưu điểm của phương pháp đánh chặn này là nó chỉ yêu cầu độ chính xác cần phải có khi đánh chặn là một vài dặm, trong khi đối với tên lửa Zeus nguyên bản để phá hủy đầu đạn ICBM bằng neutron, tên lửa phải có độ chính xác trong vòng 800 foot (240 m). Điều này có nghĩa là tầm bắn tối đa của tên lửa Zeus, vốn bị ràng buộc bởi độ chính xác của radar chỉ là khoảng 75 dặm (121 km), nay đã được nới rộng. Từ đó, hệ thống phòng thủ sẽ có thể sử dụng radar kém tinh vi hơn, ít tốn kém hơn nhiều.
Phiên bản mở rộng tầm bắn-Extended Range Nike Zeus, hay gọi tắt là Zeus EX, có khả năng bảo vệ một khu vực rộng lớn hơn, giảm số lượng các trung tâm phòng thủ trên phạm vi toàn quốc. Những nghiên cứu phát triển hệ thống này được tiến hành trong những năm 1960, và trở thành vũ khí chính của hệ thống Sentinel, và ở hệ thống Safeguard sau này.

### Nike-X trở thành Sentinel
Đến năm 1967 vấn đề về hệ thống ABM đã trở thành một vấn đề tranh luận lớn trên cả báo chí. Ngày 17 tháng 6 năm 1967, Trung Quốc đã thử nghiệm quả bom H đầu tiên của họ trong Thử nghiệm số 6. Ngày 18 tháng 9 năm 1967, Bộ trưởng Robert McNamara thông báo rằng mọi phát triển đối với Nike-X sẽ chuyển sang cho chương trình Sentinel.

## MAR

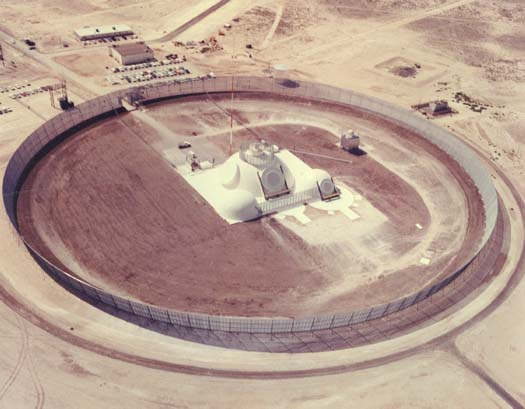
MAR-I tại Trung tâm thử nghiệm tên lửa White Sands, nhìn về phía Đông Nam. Máy phát nằm trong mái vòm nhỏ bên phải, với máy thu liên kết của nó trên mái vòm chính phía trên nó. Các thành phần của trạm radar chỉ chiếm một diện tích nhỏ so với đường bao ban đầu.

Những nghiên cứu về radar ZMAR đã được bắt đầu từ đầu những năm 1960, trước khi McNamara hủy bỏ chương trình Zeus vào năm 1963. Lúc đầu hợp đồng phát triển được trao cho Sylvania và General Electric (GE). Thiết kế của Sylvania đã chiến thắng trong cuộc đấu thầu chế tạo thiết bị thử nghiệm, về sau nó trở thành radar MAR-I khi chương trình Nike-X thay thế cho chương trình Zeus.
Để giảm chi phí, nguyên mẫu MAR-I sẽ chỉ lắp đặt các phần tử anten cho phần bên trong của anten đường kính 40 foot (12 m), cách khu vực trung tâm 25 foot (7,6 m). Số phần tử ăng-ten giảm từ 6.405 xuống còn 2.245 nhưng sẽ không thay đổi logic điều khiển cơ bản. Số phần tử trên mặt máy phát cũng giảm tương tự. Một MAR bốn mặt, có kích thước đầy đủ sẽ cần 25.620 bộ khuếch đại tham số, vì vậy việc chế tạo radar MAR-I nhỏ hơn để thử nghiệm đã giảm đáng kể chi phí và thời gian xây dựng. Cả hai ăng-ten thu nhận đều được chế tạo với kích thước đầy đủ và có thể được mở rộng để đạt hiệu suất của một radar MAR hoàn chỉnh bất cứ lúc nào. Mẫu thử nghiệm MAR-I ước tính tốn khoảng 100 triệu đô la để xây dựng (834 triệu đô la vào năm 2021).
Bãi thử nghiệm radar MAR-I được đặt tại Bãi thử nghiệm tên lửa White Sands.Vị trí đặt radar MAR-I cho phép nó có thể theo dõi các vụ phóng tên lửa từ khu vực phía Nam của bãi thử tên lửa White Sands, hoặc các vụ phóng tên lửa từ tổ hợp phóng tên lửa Green River ở Utah.
Vì MAR là trung tâm của toàn bộ hệ thống Nike-X, nó được bảo vệ rất kỹ càng trước vụ nổ hạt nhân. Radar được đặt trong một mái vòm bán cầu trung tâm lớn bằng bê tông cốt thép dày 10 foot (3,0 m) với các mái vòm nhỏ hơn được bố trí trên các góc của một hình vuông bao quanh mái vòm trung tâm. Mái vòm trung tâm chứa bộ phận thu tín hiệu, và các mái vòm nhỏ hơn chứa bộ phận phát. Tòa nhà được thiết kế để cho phép một máy phát và máy thu được tích hợp vào cả bốn hướng giúp phạm vi phủ sóng đạt rộng nhất có thể. Vì là một điểm thử nghiệm, MAR-I chỉ lắp đặt thiết bị thu phát ở mặt quay về phía tây bắc, mặc dù các thiết bị thu phát thứ hai cũng được lắp đặt ở mặt phía đông bắc nhưng nó chưa bao giờ được sử dụng. Một hàng rào được xây dựng xung quanh tòa nhà đặt radar để ngăn các tín hiệu phản xạ từ các ngọn núi ở gần đó.
Radar MAR-I được bắt đầu xây dựng từ tháng 3 năm 1963 và quá trình xây dựng được tiến hành nhanh chóng. Radar chạy thử vào tháng 6 năm 1964, và thử nghiệm bắt mục tiêu là một khinh khí cầu thành công trong vòng 50 phút. Tuy nhiên hệ thống radar có độ tin cậy thấp, và phải tiến hành nâng cấp rất tốn kém sau đó. Sau nâng cấp, radar tỏ ra hiệu quả trong việc phát nhiều chùm tia liên tục và có khả năng phát hiện, theo dõi, đánh chặn nhiều mục tiêu cùng lúc với độ chính xác cao và thời gian xử lý nhanh nhạy.
Lúc này việc xây dựng trạm radar MAR-II cũng được tiến hành trên đảo san hô Kwajalein; chế tạo bởi General Electric. Nó có thiết kế và hình thức lái chùm tia khác với radar MAR-I. Nguyên mẫu MAR-II được xây dựng trên mảnh đất phía tây của địa điểm ban đầu đặt căn cứ Zeus. MAR-II được xây dựng giống như một kim tự tháp với nửa mặt sau của nó bị loại bỏ. Giống như MAR-I, để tiết kiệm chi phí, MAR-II chỉ có một bộ phần tử phát và thu, nhưng có tiềm năng nâng cấp mở rộng trong tương lai. Nike-X đã bị hủy bỏ trước khi MAR-II hoàn thành.
Trạm radar MAR-I về sau được sử dụng như một nơi trú ẩn hạt nhân cho Căn cứ không quân Holloman, cách đó 25 dặm (40 km) về phía Đông.Vào đầu những năm 1980, địa điểm này được chọn làm nơi đặt cơ sở thử nghiệm hệ thống laser năng lượng cao.
Năm 1972, Stirling Colgate, một giáo sư tại New Mexico Tech, đã viết một lá thư cho tạp chí Science đề xuất việc hồi sinh trở lại MAR. Ông đề xuất việc sử dụng MAR làm một kính thiên văn vô tuyến quan sát dòng hydro. Đề xuất của Colgate không bao giờ được chấp nhận, nhưng hơn 2000 bộ khuếch đại đã được giao lại cho trường đại học khôi phục. Khoảng một chục bộ khuếch đại đã được sử dụng cho mục đích thiên văn, bao gồm cả máy dò siêu tân tinh SNORT của Colgate.
Các bộ khuếch đại vẫn được lưu trữ tại New Mexico Tech cho đến năm 1980. Một cuộc phân tích đã phát hiện ra rằng có hơn một ounce vàng trong mỗi bộ và số bộ khuếch đại dự trữ còn lại đã được nấu chảy để tạo ra lượng vàng trị giá 941.966 đô la dành cho trường đại học (3 triệu đô la vào năm 2021). Số tiền này được sử dụng để xây dựng trường.

### MSR

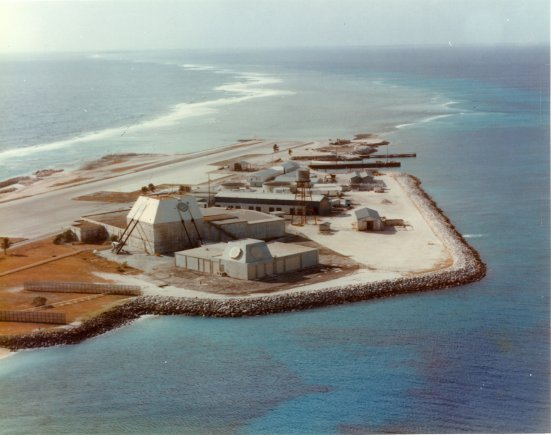
Nguyên mẫu thử nghiệm radar MSR được đặt trong khối dạng kim tự tháp bên trái giữa ảnh. Nó được sử dụng đến những năm 1970, khi chương trình phòng thủ Safeguard bị hủy bỏ. Sau đó nó lại được phục hồi như là một cấu hình radar MSR cỡ nhỏ được biết đến với tên gọi Site Defense Radar (SDR), bên phải của radar MSR.

Bell bắt đầu tiến hành phát triển MSR để nâng cao hiệu suất trong quá trình đánh chặn. Những nghiên cứu dẫn đến việc Bell đề xuất hệ thống radar quét mảng pha bị động băng tần S (PESA) tháng 10 năm 1963. Raytheon dành được hợp đồng phát triển vào tháng 12 năm 1963, công ty Varian đảm nhận việc chế tạo Klytron (twystrons) công suất cao cho bộ phận phát tín hiệu.
Phiên bản thử nghiệm được phát triển giữa tháng 1 và tháng 5 năm 1964. Khi sử dụng cùng với radar MAR, radar MSR chỉ có vai trò dẫn đường cho tên lửa Sprint ở cự ly gần. Điều này dẫn đến việc thiết kế radar có công suất bức xạ hạn chế. Với mô hình phòng thủ đối với các thành phố nhỏ (SCD), radar sẽ không có đủ công suất cần thiết để có thể phát hiện đầu đạn ICBM từ đủ xa để có thể phản ứng. Do vậy một thiết kế được nâng cấp với công suất máy phát gấp 5 lần, được gửi đến Raytheon vào tháng 5 năm 1965. Một bản nâng cấp nữa vào tháng 5 năm 1966 bổ sung các máy tính điều khiển chiến đấu mới và các tính năng khác.
Cơ sở thử nghiệm Hệ thống phòng thủ Zeus trước đó đã chiếm gần như toàn bộ đảo Kwajalein, nên cơ sở thử nghiệm MSR đã được xây dựng trên đảo Meck, cách 20 dặm (32 km) về phía Bắc. Tại cơ sở này Lục quân Mỹ có thể thử nghiệm cả MAR-II và radar MSR. Một bãi phóng tên lửa đánh chặn thứ hai được đặt tại đảo Illeginni, cách Meck 17,5 dặm (28,2 km) về phía Tây Bắc, bao gồm hai bệ phóng tên lửa Sprint và hai bệ phóng tên lửa Spartan. Ba trạm chụp ảnh được xây dựng tại đảo Illeginni để chụp ảnh các vụ phóng tên lửa. Và chúng vẫn còn được sử dụng tính đến  năm 2017.
Bệ phóng tên lửa được xây dựng trên đảo Meck vào năm 1967. Căn cứ trên đảo Illeginni không có trạm radar; nó được vận hành từ xa từ đảo Meck.

### Sprint
Vào ngày 1 tháng 10 năm 1962, văn phòng Nike của Bell đã gửi thông số kỹ thuật của một tên lửa tốc độ cao cho ba nhà thầu. Martin Marietta trúng gói thầu phát triển tên lửa Sprint vào ngày 18 tháng 3.

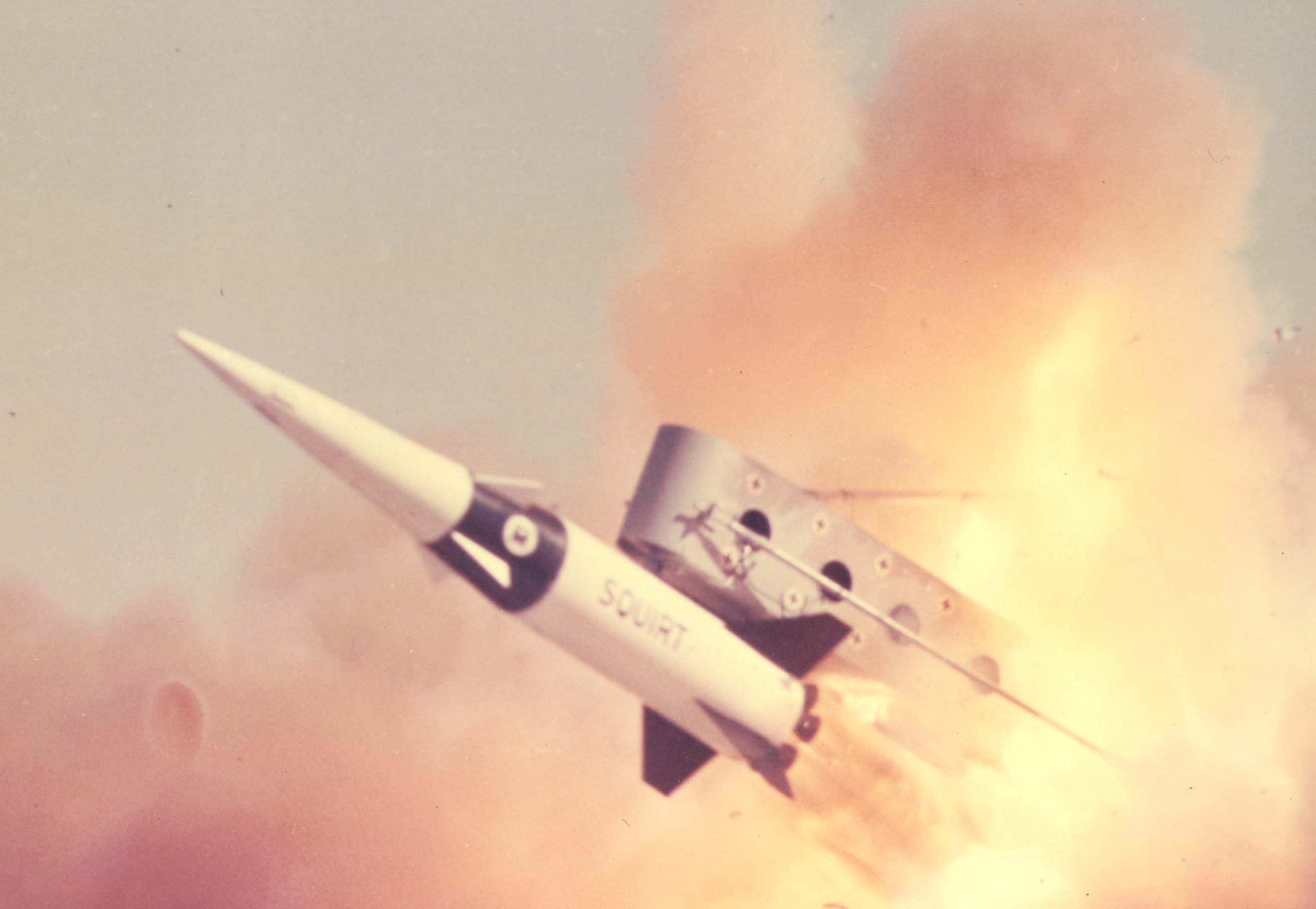
The sub-scale Squirt was used to test Sprint concepts.

Sprint là thử thách kỹ thuật khó nhất của hệ thống Nike-X. Được thiết kế để đánh chặn đầu đạn ICBM ở độ cao khoảng 45.000 feet (14.000 m), nó phải có gia tốc và tốc độ vô cùng lớn. Điều này gây ra các vấn đề lớn về mặt vật liệu chế tạo tên lửa, điều khiển tên lửa và vấn đề thu nhận tín hiệu vô tuyến trong môi trường không khí xung quanh tên lửa bị ion hóa.
Sprint là vũ khí chính của hệ thống Nike-X và do đó nó được ưu tiên cao trong việc phát triển. Để tăng tốc độ phát triển, một phiên bản tên lửa đánh chặn cỡ nhỏ của Sprint được gọi là Squirt đã được thử nghiệm tại White Sands. Đã có tổng cộng 5 lần phóng thử tên lửa Squirts diễn ra vào năm 1964, 1965. Tên lửa Sprint phiên bản thử nghiệm đã được phóng thử ngày 17/11/1965, chỉ sau 25 tháng kể từ khi bản thiết kế tên lửa hoàn tất. Tên lửa Sprint đã được thử nghiệm từ trước khi radar MSR được hoàn tất, do đó, ban đầu tên lửa được điều khiển bằng radar TTR và MTR của hệ thống Zeus. Các thử nghiệm tiếp tục diễn ra trong phạm vi chương trình Safeguard, với tổng cộng 42 lần phóng thử tại White Sands và 34 lần phóng thử tại đảo Kwajalein.

### Spartan
Tên lửa Zeus B đã được bắn thử nghiệm tại White Sands và từ căn cứ thử nghiệm phòng thủ Nike Zeus trên đảo Kwajalein. Sau khi Zeus chuyển thành Nike-X, một phiên bản có tầm bắn xa hơn đã được lên kế hoạch phát triển, thay thế tầng 2 của tên lửa Zeus bằng một cấu hình lớn hơn, có lực đẩy lớn hơn. Tên lửa mới có định danh DM-15X2, EX sau này được đổi tên thành Spartan kể từ tháng 1 năm 1967. Tên lửa Spartan được phóng thử nghiệm vào tháng 3 năm 1968, khi này chương trình Nike-X đã được thay bằng chương trình Sentinel.

## Mô tả
Một hệ thống phòng thủ Nike-X điển hình khi được triển khai tại các thành phố lớn sẽ bao gồm một vài bãi phóng tên lửa đánh chặn. Một trong số đó sẽ được trang bị radar MAR cùng với máy tính trung tâm DCDP, trong khi ở các bãi phóng khác sẽ được trang bị radar MSR. Tất cả các bệ phóng đều được liên kết với nhau bằng thiết bị truyền thông hoạt động ở băng thông thoại bình thường. Một số căn cứ nhỏ hơn sẽ được đặt ở phía bắc trạm radar MAR để bảo vệ trung tâm radar này.
Gần như tất cả mọi tình huống đánh chặn đều được chỉ huy qua máy tính DCDP đặt tại căn cứ MAR. Lí do cho sự tập trung này là: thứ nhất, hệ thống radar MAR cực kỳ phức tạp và đắt tiền và không thể được chế tạo với số lượng lớn, thứ hai là các máy tính dựa trên bóng bán dẫn có đủ hiệu suất để xử lý dữ liệu cũng rất đắt. Do đó, Nike-X có cấu hình triển khai dựa trên một khẩu đội tên lửa trang bị radar và trung tâm máy tính có hiệu suất cao và xung quanh nó là nhiều khẩu đội tên lửa với các radar đã được đơn giản hóa rất nhiều.

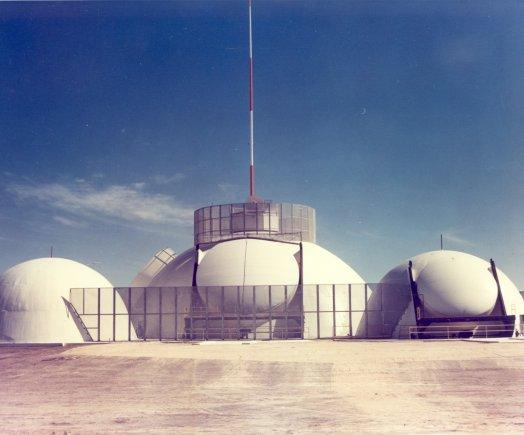
Radar MAR-I

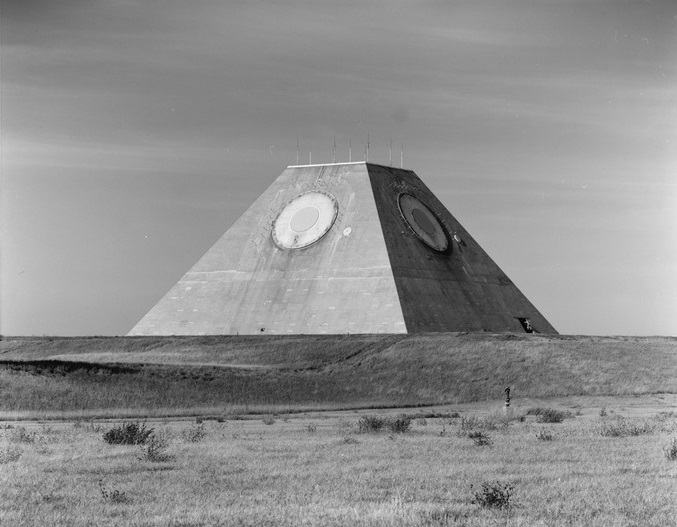
Radar TACMSR đặt tại Mickelsen là radar MSR duy nhất được xây dựng hoàn thiện. Các phần tử radar chỉ được lắp đặt trên một phần nhỏ diện tích hình tròn; phần diệc tích còn lại được sử dụng để nâng cấp mở rộng trong tương lai.

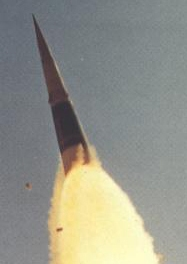
Sprint là vũ khí chủ yếu của hệ thống Nike-X, nhưng đã bị xếp vào thứ yếu trong hệ thống phòng thủ Sentinel.

### Citations
1. ↑  Bell Labs 1975, tr. I-2.
2. ↑  Bell Labs 1975, tr. I-15.
3. ↑  Zeus 1962, tr. 166–168.
4. ↑  Bell Labs 1975, tr. I-25.
5. ↑  Bell Labs 1975, tr. I-24.
6. ↑  Bell Labs 1975, tr. I-26–I-31.
7. ↑  Kent 2008, tr. 202.
8. ↑  Kaplan 1991, tr. 345.
9. ↑  MacKenzie 1993, tr. 153–154.
10. ↑  Lebow, Richard (tháng 4 năm 1988). “Was Khrushchev bluffing in Cuba?”. Bulletin of the Atomic Scientists: 42.
11. 1 2  Baucom 1992, tr. 21.
12. ↑  Pursglove 1964, tr. 125.
13. 1 2  Garthoff, Raymond (ngày 28 tháng 6 năm 2008). “Estimating Soviet Military Intentions and Capabilities”. Central Intelligence Agency. Bản gốc lưu trữ ngày 9 tháng 11 năm 2020. Truy cập ngày 3 tháng 6 năm 2021.
14. ↑  Day, Dwayne (ngày 3 tháng 1 năm 2006). “Of myths and missiles: the truth about John F. Kennedy and the Missile Gap”. The Space Review: 195–197.
15. ↑  Moeller 1995, tr. 7.
16. 1 2  Bell Labs 1975, tr. I-33.
17. ↑  Pursglove 1964, tr. 218.
18. ↑  Garvin & Bethe 1968, tr. 28–30.
19. ↑  WSEG 1959, tr. 20.
20. ↑  May, Ernest; Steisbruner, John; Wolfe, Thomas (tháng 3 năm 1981). History Of The Strategic Arms Competition 1945–1972 (PDF). Office Of The Secretary Of Defense. tr. 42. Bản gốc (PDF) lưu trữ ngày 23 tháng 1 năm 2017.
21. ↑  Broad, William (ngày 28 tháng 10 năm 1986). “'Star Wars' Traced To Eisenhower Era”. The New York Times.
22. ↑  Baucom 1992, tr. 13.
23. ↑  Bell Labs 1975, tr. I-37, 2-3.
24. 1 2 3  Bell Labs 1975, tr. 2-5.
25. 1 2  Bell Labs 1975, tr. 2-19.
26. ↑  Garvin & Bethe 1968, tr. 27–28.
27. ↑  Bethe, Hans (1991). The Road from Los Alamos. Springer. tr. 118. ISBN 9780883187074.
28. ↑  Baucom 1992, tr. 22.
29. ↑  Garvin & Bethe 1968, tr. 28.
30. ↑  Bell Labs 1975, tr. 6-7–6-12.
31. ↑  Bell Labs 1975, tr. 2-1.
32. ↑  Kester, Walt (2005). The Data Conversion Handbook (PDF). Analog Devices. tr. 1.22. ISBN 978-0-7506-7841-4. Bản gốc (PDF) lưu trữ ngày 5 tháng 3 năm 2016. Truy cập ngày 3 tháng 6 năm 2021.
33. ↑  Bell Labs 1975, tr. 2–5.
34. 1 2  Bell Labs 1975, tr. 2-6.
35. ↑  Bell Labs 1975, tr. 2–11.
36. ↑  Leonard 2011, tr. 199.
37. ↑  “Military Spending in the United States”. National Priorities Project.
38. ↑  WSEG 1959, tr. 13.
39. 1 2  Kent 2008, tr. 49.
40. ↑  Ritter 2010, tr. 153.
41. ↑  Ritter 2010, tr. 149.
42. 1 2  Yanarella 2010, tr. 87.
43. 1 2  Van Atta, Reed & Deitchman 1991, tr. 3-1.
44. ↑  Kaplan 1991, tr. 343.
45. ↑  Ritter 2010, tr. 150.
46. ↑  MacKenzie 1993, tr. 203–224.
47. 1 2  Bell Labs 1975, tr. 2-13.
48. ↑  Bell Labs 1975, tr. 6-1–6-3.
49. ↑  MacKenzie 1993, tr. 429–429.
50. ↑  Bell Labs 1975, tr. I-36.
51. ↑  Bell Labs 1975, tr. 2–6.
52. ↑  Bell Labs 1975, tr. 2-2.
53. 1 2  Bell Labs 1975, tr. 2-7.
54. ↑  Bell Labs 1975, tr. 2–3, 8–1.
55. ↑  Garvin & Bethe 1968, tr. 25.
56. ↑  Leonard 2011, tr. 202.
57. ↑  Bell Labs 1975, tr. 2-10.
58. 1 2  Bell Labs 1975, tr. I-41.
59. ↑  Bell Labs 1975, tr. 1-1.
60. ↑  WSEG 1959, tr. 160.
61. ↑  Bell Labs 1975, tr. I-43.
62. ↑  Bell Labs 1975, tr. I-45.
63. ↑  Ritter 2010, tr. 175.
64. ↑  Bell Labs 1975, tr. 2-16.
65. ↑  Bell Labs 1975, tr. 2-17.
66. ↑  Hayward 2011, tr. 37–38.
67. 1 2  Watkins Lang, Sharon (ngày 10 tháng 9 năm 2014). “MAR Introduced 50 years ago”. US Army SMDC.
68. 1 2 3  Piland 2006, tr. 1.
69. 1 2  Piland 2006, tr. 3.
70. ↑  Alsberg 2001, tr. 260.
71. ↑  Alsberg 2001, tr. 252.
72. ↑  Bell Labs 1975, tr. I-40.
73. ↑  Bell Labs 1975, tr. I-39.
74. ↑  Bell Labs 1975, tr. 2-22.
75. ↑  Hayward 2011, tr. 11.
76. ↑  “MIRACL”. HELSTF (US Army). ngày 9 tháng 4 năm 2002. Bản gốc lưu trữ ngày 8 tháng 8 năm 2007.
77. ↑  Hayward 2011, tr. 2.
78. ↑  Hayward 2011, tr. 15.
79. ↑  Hayward 2011, tr. 28.
80. 1 2  Bell Labs 1975, tr. 7-3.
81. 1 2  Bell Labs 1975, tr. I-37.
82. ↑  Bell Labs 1975, tr. 7-4.
83. ↑  Bell Labs 1975, tr. I-38.
84. ↑  Bell Labs 1975, tr. 5-20.
85. ↑  Bell Labs 1975, tr. 5-24.
86. ↑  “Range Instrumentation”. Ronald Reagan Ballistic Missile Defense Test Site. Bản gốc lưu trữ ngày 27 tháng 6 năm 2015.
87. ↑  Bell Labs 1975, tr. 7-1.
88. ↑  Bell Labs 1975, tr. 5-19–5-20.
89. 1 2  Bell Labs 1975, tr. 9-1.
90. ↑  Watkins Lang, Sharon (ngày 4 tháng 11 năm 2014). “Squirt Serves as Sprint test bed”. US Army SMDC.
91. ↑  “Squirt Missile Ready to Fire”. White Sands Missile Range Museum. Bản gốc lưu trữ ngày 2 tháng 4 năm 2015. Truy cập ngày 3 tháng 6 năm 2021.
92. ↑  Bell Labs 1975, Figure I-35.
93. ↑  Bell Labs 1975, tr. 10-1.
94. ↑  Bell Labs 1975, Figure 2-2.
95. ↑  Bell Labs 1975, tr. 7-2, 7-4.

### Bibliography
- Alsberg, Dietrich (2001). A Witness to a Century. iUniverse. ISBN 9780595204427.
- Van Atta, Richard; Reed, Sidney; Deitchman, Syemore (tháng 4 năm 1991). HIBEX – UPSTAGE (PDF). DARPA Technical Accomplishments, Volume II. Institute for Defense Analyses. Bản gốc (PDF) lưu trữ ngày 30 tháng 10 năm 2018. Truy cập ngày 3 tháng 6 năm 2021.
- Baucom, Donald (1992). The Origins of SDI, 1944–1983. University Press of Kansas. ISBN 978-0-7006-0531-6. OCLC 25317621.
- Bell Labs (tháng 10 năm 1975). ABM Research and Development at Bell Laboratories, Project History (PDF) (Bản báo cáo kỹ thuật).
- Garvin, Richard; Bethe, Hans (tháng 3 năm 1968). “Anti-Ballistic-Missile Systems” (PDF). Scientific American. 218 (3): 21–31. Bibcode:1968SciAm.218c..21G. doi:10.1038/scientificamerican0368-21. Truy cập ngày 13 tháng 12 năm 2014.
- Hayward, Bob (2011). The Colgate Paramp (PDF) (Bản báo cáo kỹ thuật). Radio Astronomy & the ISM.
- Kaplan, Lawrence (1991). The Wizards of Armageddon. Stanford University Press. ISBN 978-0-8047-1884-4.
- Kent, Glenn (2008). Thinking About America's Defense. RAND. ISBN 978-0-8330-4452-5.
- Leonard, Barry (2011). History of Strategic and Ballistic Missile Defense: Volume II: 1956–1972 (PDF). DIANE Publishing. Bản gốc (PDF) lưu trữ ngày 16 tháng 12 năm 2019. Truy cập ngày 13 tháng 5 năm 2013.
- MacKenzie, Donald (1993). Inventing Accuracy: A Historical Sociology of Missile Guidance. MIT Press. ISBN 978-0-262-63147-1.
- Moeller, Stephen (May–June 1995). “Vigilant and Invincible”. ADA Magazine. ISSN 1084-6700. Bản gốc lưu trữ ngày 26 tháng 6 năm 2013. Truy cập ngày 3 tháng 6 năm 2021.Quản lý CS1: ref trùng mặc định (liên kết)
- Murdock, Clark (1974). Defense Policy Formation: A Study and Translation. SUNY Press. ISBN 978-1-4384-1394-5.
- Panofsky, Wolfgang (ngày 21 tháng 10 năm 1961). WKHP-61-24: Limited Deployment, Nike-Zeus (Bản báo cáo kỹ thuật). President's Scientific Advisory Council.
- Piland, Doyle (2006). “Way Back When ...” (PDF). Hands Across History. White Sands Missile Range Historical Foundation: 1–3. ISSN 0015-3710. Bản gốc (PDF) lưu trữ ngày 4 tháng 3 năm 2016. Truy cập ngày 3 tháng 6 năm 2021.
- Pursglove, S. David (tháng 1 năm 1964). “Cold War Race for a Missile Killer”. Popular Mechanics: 122–125, 216, 218. ISSN 0032-4558.
- Reed, Sidney (1991). DARPA Technical Accomplishments, Volume 2. Institute for Defense Analyses. Bản gốc lưu trữ ngày 4 tháng 3 năm 2016. Truy cập ngày 3 tháng 6 năm 2021.
- Ritter, Scott (2010). Dangerous Ground: America's Failed Arms Control Policy, from FDR to Obama. Nation Books. ISBN 978-0-7867-2743-8.
- Technical Editor (ngày 2 tháng 8 năm 1962). “Nike Zeus”. Flight International: 165–170. ISSN 0015-3710.
- US Army Weapons Systems Evaluation Group (ngày 23 tháng 9 năm 1959). Potential Contribution of Nike-Zeus to Defense of the U.S. Population and its Industrial Base, and the U.S. Retaliatory System (PDF) (Bản báo cáo kỹ thuật). Bản gốc (PDF) lưu trữ ngày 23 tháng 6 năm 2021. Truy cập ngày 13 tháng 12 năm 2014.
- Walker, James; Bernstein, Lewis; Lang, Sharon (2010). Seize the High Ground: The U. S. Army in Space and Missile Defense (PDF). Washington, D.C.: Center of Military History. ISBN 978-0-8131-2809-2. Bản gốc (PDF) lưu trữ ngày 17 tháng 2 năm 2013. Truy cập ngày 13 tháng 5 năm 2013.
- Yanarella, Ernest (2010). The Missile Defense Controversy: Technology in Search of a Mission. University Press of Kentucky. ISBN 978-0-8131-2809-2.